# はじめてのももクロ
『はじめてのももクロ』は、踊る大捜査線シリーズの本広克行が監督を務め、ももいろクローバーZに興味がない人でも楽しめるように制作された、結成から今に至るまでの青春ドキュメンタリーである。ファンからも評価されており、「はじクロ」の愛称で呼ばれる。

## 種類

### はじめてのももクロ -完全版-
2016年9月14日に、初心者 edition（DVD）とモノノフ edition（Blu-ray BOX）で発売。モノノフ editionには、メンバー5人が本作品を鑑賞しながら自由にトークする模様を収めた、映像ディスクも付属している。
収録時間は121分。2015年にテレビ放送されたものを原作として、未収録だったシーンや元メンバー・早見あかりのインタビューなどが加えられている。
映像配信サービス「Hulu」でも扱われている。

### はじめてのももクロ -10th Anniversary Edition-
2018年5月23日に発売のベストアルバム『桃も十、番茶も出花』の初回限定 –スターターパック-に付属（初回限定という名称であるが、継続的に販売されている）。2015～2018年のエピソードが新たに追加されている。

### はじめてのももクロ -10th Anniversary Edition- モノノフver.
2018年5月23日に発売のベストアルバム『桃も十、番茶も出花』の初回限定 –モノノフパック-に付属（初回限定という名称であるが、継続的に販売されている）。上記よりも6つ収録エピソードが多い。

## 内容
失われた時を求めて
ももいろクローバーZが所属するスターダストプロモーションのオフィスに、この作品を手掛けた本広克行監督が潜入し、秘蔵映像などを入手するという形で始まる。
ももクロ路上に立つ!!
ももクロの結成秘話と代々木公園で路上ライブをしていた時代のエピソード。
アイドル戦国時代に突入
メンバーの変遷とともに、「紅白歌合戦に出場する」という目標をファンの前で発表した場面を振り返る。
売れない、タレント（2016年リリースの完全版と、2018年リリースの10th Anniversary Edition モノノフver.にのみ収録）
TV版では放送されず、完全版で新しく追加された章。メンバーの高井つき奈が脱退し、五人となったももクロ。トークやアピール力の不足をスタッフから指摘され、メンバーが試行錯誤しながら自分たちで考え、自己発信する方法を模索していく。
勝手に全国ツアー
車で全国のヤマダ電機を回った『ももいろTyphooooon! ツアー』。総公演回数は104回、総移動距離は12000kmにも及ぶツアーであったが、時には観客が7人のこともあった。
小さな巨人襲来
メンバーの中で最後に加入した有安杏果について。
怪盗少女に変身した日
メジャーデビューシングルである「行くぜっ!怪盗少女」について。この作品で自身初となるオリコンデイリーランキング初登場1位を獲得した。
日本青年館
初のホールコンサート『ももいろクリスマス in 日本青年館〜脱皮:DAPPI〜』について。アンコールで披露された「あの空へ向かって」ではファンが白いペンライトでクリスマスのサプライズ演出をした。
私はアイドルには向いてない
メンバーの精神的支柱でもあったサブリーダー、早見あかりの脱退を告げられた場面のメンバーの心情の揺れ動きを、ありのまま描写している。
ももクロのいちばん長い日
早見のラストライブ『4.10中野サンプラザ大会 ももクロ春の一大事〜眩しさの中に君がいた〜』について。早見の脱退セレモニーでは、メンバーが涙を流しながら各々の想いを台本なしで語った。
Z（2016年リリースの完全版と、2018年リリースの10th Anniversary Edition モノノフver.にのみ収録）
TV版では放送されず、完全版で新しく追加された章。早見あかりが脱退し、グループ名はももいろクローバーZに変更された。突然大人たちに勝手に改名されたメンバーらは不満を見せ、初めは「Z」との付き合い方に戸惑いを見せていた。しかし、トークイベント『ももいろクローバーZ 試練の七番勝負』での水木一郎との対談により、Zの文字を宙に書いて指を突き出すポーズを受け入れるなど、前向きな姿勢を見せていった。
65曲/day
Zepp Tokyoで行われた『ももクロ　ファンタスティックツアー2011～Zでいくって決めたんだZ～』のファイナルでは、約2時間の3公演、計6時間で65曲を披露する耐久ライブを全力で乗り切った。
極楽門だから。
『サマーダイブ2011 極楽門からこんにちは』では、直前に発売した1stアルバム『バトル アンド ロマンス』の全曲を披露した。公演が終了した後も止まないアンコールの声に対し、メンバーは「出たい...」と口をそろえて言ったが、時間の都合上出ることができず、マイクを通じて感謝の気持ちを述べた。これはももクロのファンへの思いを表す象徴的なエピソードとされている。
涙の色
『Animelo Summer Live 2011 -rainbow-』の出演直後、ももクロの振付師である石川ゆみにダンスの不出来さを指摘され、メンバー達は悔しさで涙を流した。クリスマスに同じさいたまスーパーアリーナでライブをすることが決まっていたももクロは、ここを一つの転換点として一層レッスンに精を注いだ。
決戦、スーパーアリーナ
グループ初のアリーナコンサートである『ももいろクリスマス2011 さいたまスーパーアリーナ大会』について。
地獄の黙示録 Day1
『春の一大事2012 横浜アリーナ まさかの2DAYS 〜ももクロ☆オールスターズ〜』について。多数のオールスター級ゲストとのコラボを主軸にしたライブ。その後グループにとって欠かせない存在となる松崎しげるや、当時AKB48のメンバーだった指原莉乃が登場。
地獄の黙示録 Day2
『春の一大事2012 横浜アリーナ まさかの2DAYS 〜見渡せば大パノラマ地獄〜』について。前日とは打って変わって、ゲストなしのグループ単独公演。アリーナ中央の円形ステージで360°全方向へのパフォーマンスを披露した。ライブの最後には、自然発生的に「世界のももクロNo.1」のコールがファンから起こった。
怒涛の快進撃
TV版では放送されず、完全版で新しく追加された章。2012年から、精力的にライブ活動を行ってきたももクロ。ライブの動員数は雪だるま式に増え続け、『ももクロ夏のバカ騒ぎ SUMMER DIVE 2012 西武ドーム大会』では37000人のファンを魅了した。
夢
結成当初からの目標であり夢であった紅白歌合戦の出場について。事前に落選ということを聞いていたメンバーに対し、番組の打ち合わせ中にドッキリで出場決定を伝えるという形をとった。報告を聞いたメンバー達は涙を流して喜び、同じく号泣するマネージャー川上アキラの下に駆け寄り、喜びを分かち合った。
新たなる希望
紅白歌合戦に出場した翌日、ももクロはファンの前で、いつの日か国立競技場でライブをすると約束した。東京オリンピックの関係で建て替えられることが決まり、絶望的と思われた国立競技場のライブ。しかし『White Hot Blizzard ももいろクリスマス2013 美しき極寒の世界』で、「愛のメモリー」にのせて、サプライズゲストの松崎しげると、モノノフの口から、国立競技場でのライブが決定したことを告げられた。
国立競技場大会
『ももクロ春の一大事2014 国立競技場大会 〜NEVER ENDING ADVENTURE 夢の向こうへ〜』について。
幕が上がる（2016年リリースの完全版と、2018年リリースの10th Anniversary Edition モノノフver.にのみ収録）
本作品の監督でもある本広克行がメンバー5人を主演に指名し、青春映画『幕が上がる』が製作された。
それぞれの想い（2018年リリースの10th Anniversary Editionにのみ収録）
歌声は夜空高く（2018年リリースの10th Anniversary Edition モノノフver.にのみ収録）
AMARANTHUS/白金の夜明け（2018年リリースの10th Anniversary Editionにのみ収録）
五大ドーム最高峰（2018年リリースの10th Anniversary Editionにのみ収録）
笑顔のチカラ（2018年リリースの10th Anniversary Edition モノノフver.にのみ収録）
9周年（2018年リリースの10th Anniversary Editionにのみ収録）
はじまりのももクロ（2018年リリースの10th Anniversary Editionにのみ収録）